# 콘라트 아데나워
콘라트 헤르만 요제프 아데나워(독일어: Konrad Hermann Joseph Adenauer, 독일어 발음: [ˈkɔnʁaːt ˈʔaːdənaʊɐ] ( 듣기), 1876년 1월 5일~1967년 4월 19일)는 독일의 정치인, 외교관으로 서독의 초대 총리(1949년~1963년)와 기독교 민주연합의 의장 (1950년~1960년)을 지냈다. 1901년 졸업 후 쾰른에서 법률을 실행하였고, 그러고나서 시의회 의원으로서 1906년 정계에 입문하였다. 1917년까지 쾰른 시장이었다. 1933년 아돌프 히틀러가 권력으로 오자 그는 프로이센 주평의회와 독일 도시 의회의 회장이었다. 그는 직무로부터 해임되었다. 1944년 교도소로부터 석방될 때까지 그는 자신의 반나치 신념의 이유로 구금 중이거나 낮은 자세를 유지하였다. 아데나워는 기독교 민주엽합의 창당 일원이었고, 1948년 독일연방공화국이 된 헌법을 기안하였다. 1949년 바이에른 기독교사회연합과 협력에 선거를 이긴 그는 9월 15일 총리가 되었다. 다른이들과 함께 그는 유럽 의회와 유럽 연합을 포함한 제2차 세계 대전 이후의 유럽의 기관들의 "건국의 아버지"로 숙고되었다.
깊이 민주주의로 헌신한 아데나워는 서방에서 새로운 독일을 단단히 고정하여 전쟁이 생각할 수 없는 뿐만이 아닌 물질적으로 불가능하게 된 더욱 통합된 유럽의 전망으로 완전히 서명하였다. 그는 전적으로 굴욕감을 느낀 독일이 미래를 위하여 몸이 나빠질 것을 알아 독일 산업의 해체에 종말과 북대서양 조약 기구의 회원국으로 이끈 작은 국방군을 창조하는 허용을 제2차 세계 대전의 승전국들과 성공적으로 협상하였다. 산업을 유지하는 그의 주장은 극히 중요한 것을 증명하였고, 그의 행정부 동안 독일은 경제 성장을 경험하였다. 독일의 도덕적 지위를 회복하려는 열망을 가진 아데나워는 이스라엘의 승인과 나치 시대 동안 고통을 겪은 유대인들을 위한 배상 동의서를 협상하였다. 아데나워는 위기의 시기에 조국을 지도하는 데 아직 성실, 헌신 및 경험을 가진 높은 직무로 늦게 왔다. 그는 독일은 평화와 인간의 연대의 주요 옹호자로서 성공적인 지도자들이 독일을 놓은 것을 따른 과정을 향하여 과거의 경쟁과 투쟁을 온 세계를 가로질러 기초 자유의 협동과 방위와 함께 대체하였다.
아데나워 방식은 전쟁상태에 있는 양국의 국교를 정상화하는 한 방식이다. 영토문제·통상문제 등의 현안의 문제를 사전에 해결하지 않고 우선 대사를 교환하여 외교관계를 재개하고 그런 연후에 이러한 문제들을 해결해 가려는 전 서독 총리 아데나워가 취한 방식이다.

## 어린 시절

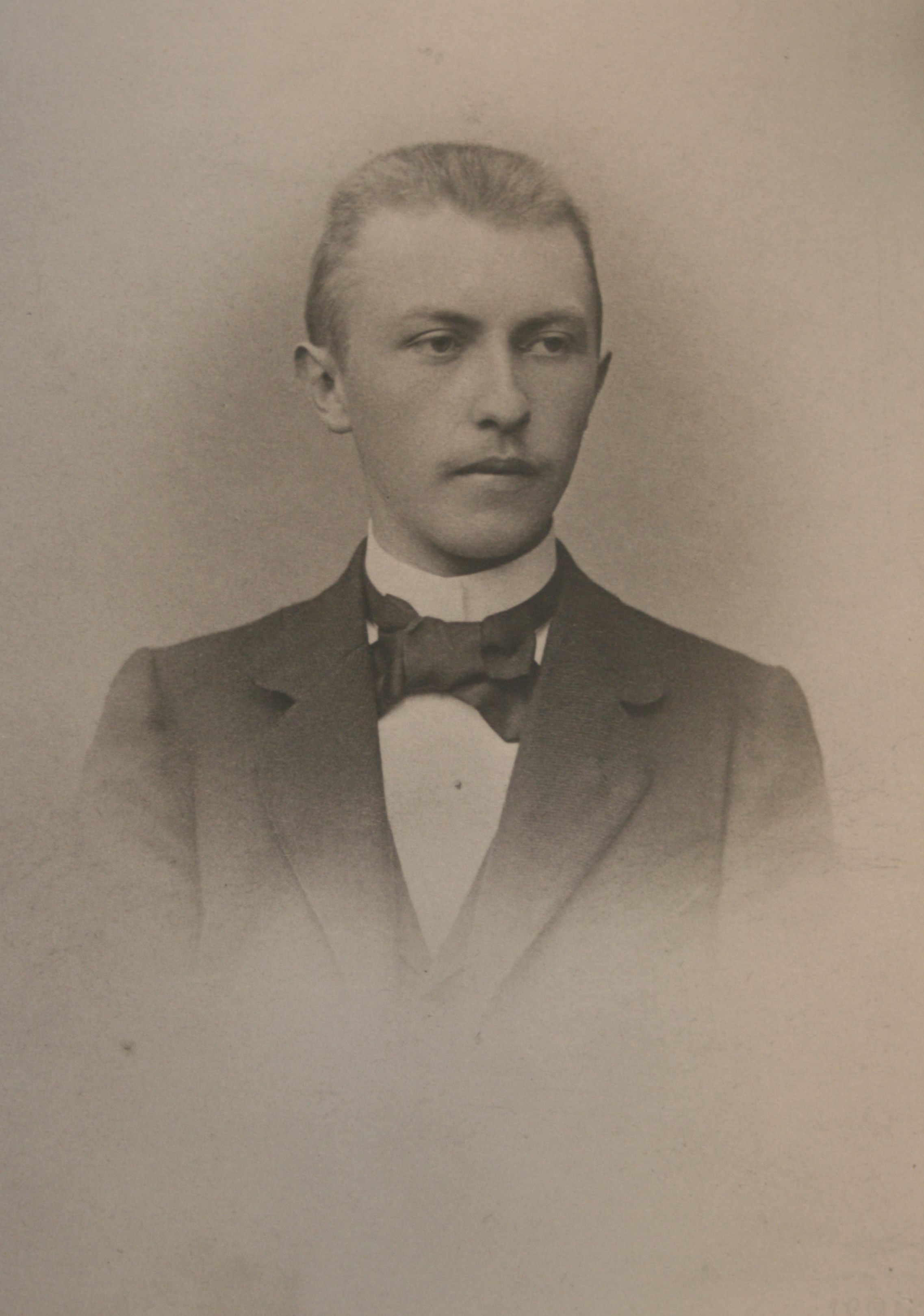
20세의 아데나워

쾰른에서 요한 콘라트 아데나워와 헬레네 샤르펜베르크의 5명의 자녀들 중 셋째로 태어났다. 태어난 그의 형제·자매는 아우구스트 (1872년 ~ 1952년), 요하네스 (1873년 ~ 1937년), 릴리 (1879년 ~ 1937년)와 태어난지 얼마 안되어 죽은 엘리자베트였다. 
1894년 그는 자신의 아비투어를 완료한 후, 프라이부르크 대학교, 뮌헨 대학교와 본 대학교에서 법학과 정치학을 전공하기 시작하였다. 그는 본에서 K.St.V. 아르미니아 본 아래 몇몇의 가톨릭 학생 협회들의 회원이었다.
1901년 자신의 전공들을 마치고 쾰른에 있는 법원에서 변호사로 일하였다.

## 초기 정치 경력

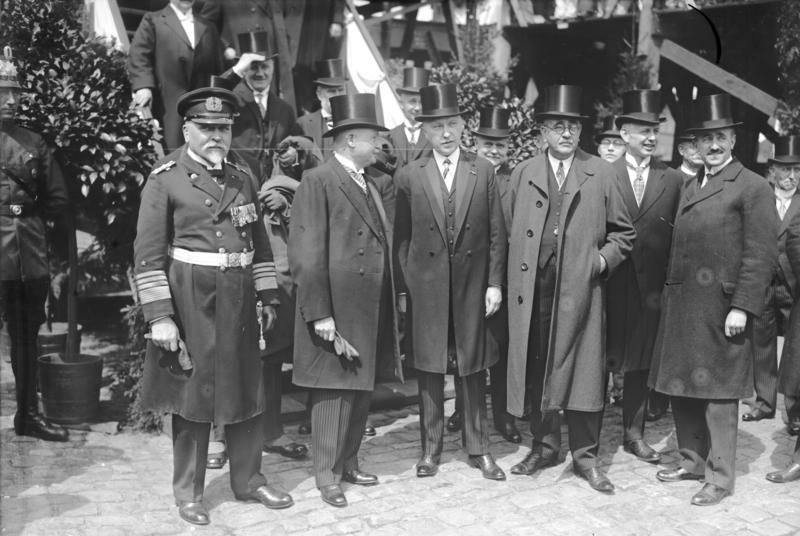
쾰른 시장 시절 (중앙이 아데나워)

독실한 로마 가톨릭 신자인 아데나워는 1906년 독일 중앙당에 입당하여 동년에 쾰른의 시의회로 선출되었다. 1909년 그는 쾰른의 부시장이 되었다가 1917년부터 1933년까지 쾰른 시장을 지냈다. 그는 제1차 세계 대전에 이어 1926년까지 지속된 영국군 점령 시대에 쾰른을 향하는 불쾌한 작업을 가졌다. 그는 영국의 군사 권력과 좋은 관계들을 설립하는 데 관리하였고, 라인란트의 분리주의와 시달렸다. 바이마르 공화국 시기 동안 그는 1922년부터 1933년까지 프로이센의 도시와 지방들의 대표였던 프로이센 주평의회의 회장이었다.
1933년 나치스가 정권으로 들어왔을 때 중앙당은 쾰른에서 선거를 패하였고, 아데나워는 마리아 라흐 성당으로 달아나 지방 나치 당수와 악수를 거절한 후 새로운 정부에 의하여 위협을 받았다. 한해동안 지속된 이 성당에서 그의 머뭄은 하인리히 뵐과 나치스와 협조한 다른이들에 의하여 고발되었을 때 전쟁 후 그 대수도원장에 의하여 인용되었다.
그는 1934년 중순 장검의 밤이 있던 후에 잠시 투옥되었다. 다음 2년 동안 그는 나치스에 의하여 자신에게 보복에 두려움으로 가끔 자택들을 바꾸었다. 1937년 그는 자신의 한번 몰수된 집을 위한 일부 보상 청구에 성공하였고, 몇년간 은둔 생활을 하였다.
알베르트 슈페어의 저서 〈슈판다우:비밀적 일기〉에 의하면 아돌프 히틀러가 아데나워를 위하여 감탄을 표하여 도시를 도는 도로의 그의 건물을 우회로, 그리고 공원들의 "그린벨트"를 기록하였다. 하지만 히틀러와 슈페어는 둘다 아데나워의 정치적 견해와 원칙들이 나치스의 운동 안에서 아무 역할을 하거나 혹은 나치당으로 도움이 되는 데 그를 위하여 불가능하게 만들었다는 것을 느꼈다.
1944년 7월 20일 실패한 히틀러 암살 시도가 있던 후, 그는 정권의 반대자로서 두번째로 투옥되었다. 게슈타포는 음모에 그가 활동적인 역할을 한 것을 증명하지 못하였고, 몇주 후에 그는 석방되었다. 전쟁이 끝난지 짧은 후에 미군들은 그를 쾰른 시장으로서 다시 자리에 앉혔으나 독일에서 영국 군사 정부 국장 제럴드 템플러는 그가 말했던 것이 그의 무능이었던 것으로 그를 면직시켰다.

## 전후와 기독교 민주연합의 창당

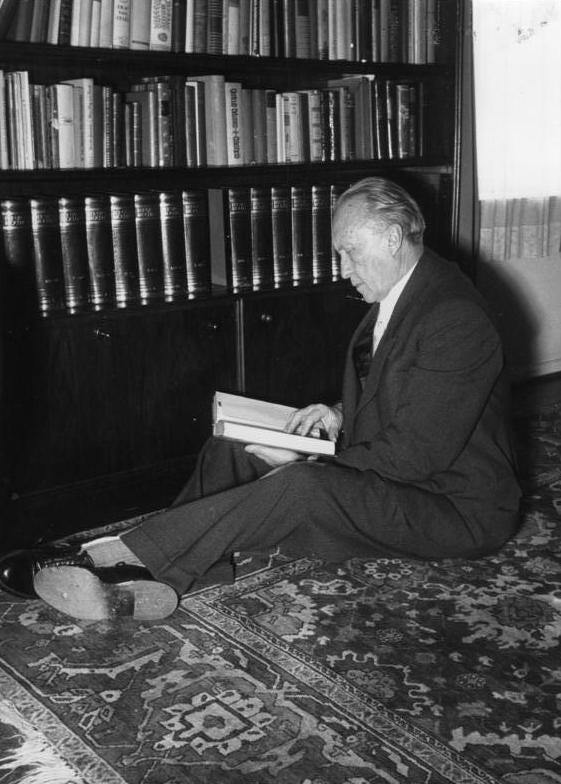
1937년에 자신이 지은 집에서 책을 읽고 있는 아데나워

쾰른 시장으로서 자신의 면직 후, 아데나워는 일당에서 가톨릭과 개신교 둘다를 기꺼이 받아들일 것을 희망한 새로운 정당 기독교 민주연합을 창당하는 데 자신을 바쳤다. 
1946년 1월 아데나워는 원로로서 자신의 역할에 영국군 점령 지구에서 미래의 기독교 민주연합의 정치 회의를 시작하였고, 비공식적으로 그 당수로 확증되었다. 아데나워는 다음의 세월동안 기독교 민주연합에서 교제와 지원 구축에 열심히 일하였다.
그의 관념 형태는 사회주의와 기독교를 합치는 것을 희망한 기독교 민주연합에서 많은이들과 차이에 있었고, 아데나워는 오히려 개인의 존엄성을 강조하기를 좋아했고, 공산주의와 나치주의가 둘다 인간의 존엄성을 침해했다는 것을 숙고하였다.
영국군 점령 지구의 기독교 민주연합에서 아데나워의 지도적인 역할은 1948년의 국회에서 그에게 직위를 얻게 하여 독일의 3개 서부 점령 지구를 위하여 헌법을 기안하는 데 서부의 연합국에 의하여 존재하게 되었다. 그는 이 헌법 회의의 의장이었고, 1949년 5월 한번 새로운 "기초법"이 공표된 정부의 초대 우두머리로 선택되는 데 이 직위로부터 도약하였다.

## 독일연방공화국의 초대 총리

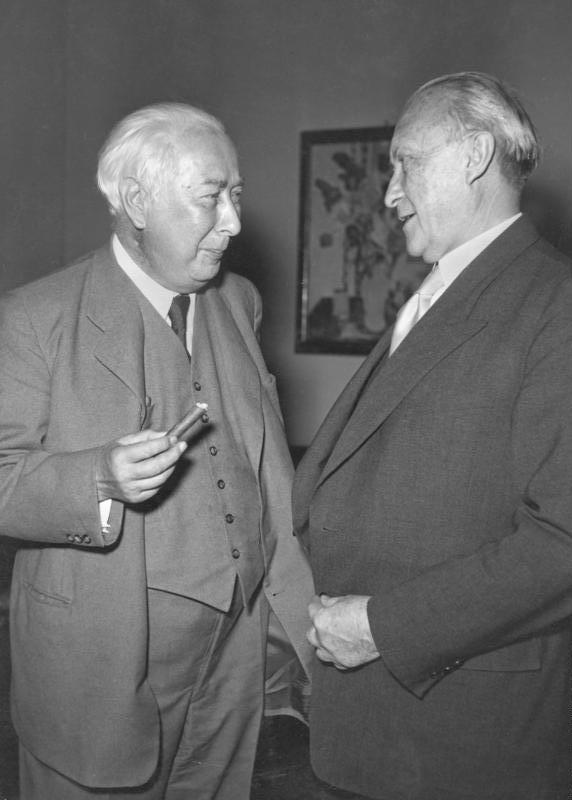
초대 대통령 테오도어 호이스와 아데나워 총리

1949년 독일 연방 선거에서 아데나워는 제2차 세계 대전 후의 독일연방공화국의 초대 총리가 되었다. 그는 냉전의 예비 단계의 대부분을 걸친 기간으로 1949년부터 1963년까지 이 직위를 보유하였다. 이 시기 동안 독일의 전쟁 이후의 분할은 2개의 갈라진 독일 국가 - 독일연방공화국 (서독)과 독일민주공화국 (동독)의 설립과 함께 합병 정리되었다. 서독의 하원에게 첫 선거는 1949년 8월 15일 기독교 민주연합이 가장 강한 당으로서 나타면서 열렸다. 9월 16일 테오도어 호이스가 독일연방공화국의 초대 대통령으로 선출되었고, 아데나워는 총리로 선출되었다. 그는 또한 프랑크푸르트보다 자신의 고향으로부터 15km 만으로 떨어진 본에 독일연방공화국의 새로운 "임시" 수도를 세우기도 하였다.

### 성취들
아데나워의 성취들은 패전의 독일에서 안정된 민주주의의 설립, 프랑스와 지속되는 화해, 서방을 향하는 일반 정치 방향 변경, 최근에 생겨난 유럽-대서양 공동체 (나토와 유럽 경제 공동체)와 완고하게 통합하면서 서독을 위한 제한적이지만 멀리 도달한 주권을 회복하는 것을 포함한다. 그는 미국 국무장관 존 포스터 덜레스와 매우 좋은 일하는 관계를 즐겼다. 아데나워는 퇴직자들을 위한 비교할 수 없는 번영을 보장한 효과적인 연금 시스템을 설립하고, "라인강의 기적"으로 알려진 붐 시기를 위하여 허용하고 광범위한 번영을 산출한 "사회 시장 경제"의 서독의 모델과 함께 자신의 경제장관이자 후임자 루트비히 에르하르트와 더불어 관련되었다. 그러므로 아데나워는 1919년부터 1933년 사이에 다소 절망적인 시도에 불구하고 전에 이전에 독일인들에게 알려지지 않았고, 오늘날 현대의 독일 사회로 보통이 아닌 깊게 통합된 진실적으로 자유와 민주 사회를 보증하였다. 그러므로 그는 다시 독일을 신임하는 데 서방 세계를 위한 기초를 놓았다. 

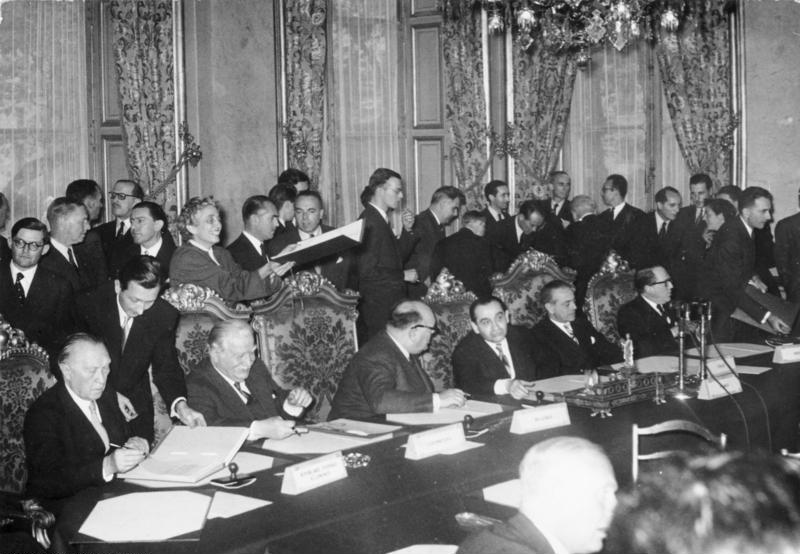
1954년 파리에서 열린 북대서양 조약에서 (맨 왼쪽이 아데나워)

정밀하게 아데나워의 외교 정책 때문에 이후에 양독일의 재통일은 가능하였다. 통일된 독일은 나토와 유럽 연합의 일부로 남아있었다. 독일 산업의 유지를 위한 그의 성공적은 협상은 결정적이었으며, 이것은 세계의 3번째로 가장 큰 경제가 재건될 것에 창설이 되었다. 그것은 제2차 세계 대전의 승전국들이 방위군 독일 연방군과 독일을 장비하는 데 그를 신임한 그의 반나치 자격 때문이었으며, 1955년 서독이 가입한 나토로 완전히 통합되는 데 착수에서 왔다. 시초적으로 계획은 유럽 방위 공동체에 가입하는 것이었으나 이 시작은 실패하였다.
아데나워는 자신이 "미국의 역사에서 영광스러운 페이지"로 묘사한 마셜 플랜을 칭송하였다. 그 계획은 만약 그들이 곧 정부를 넘긴다면 "피해진 것 같은 독일인들의 재빠른 경제적, 육체적과 정신적 분해"를 본 1945년 ~ 1949년 연합국 행정부의 느낌들로서 그가 본 것을 위하여 배상하였다.

### 비판들

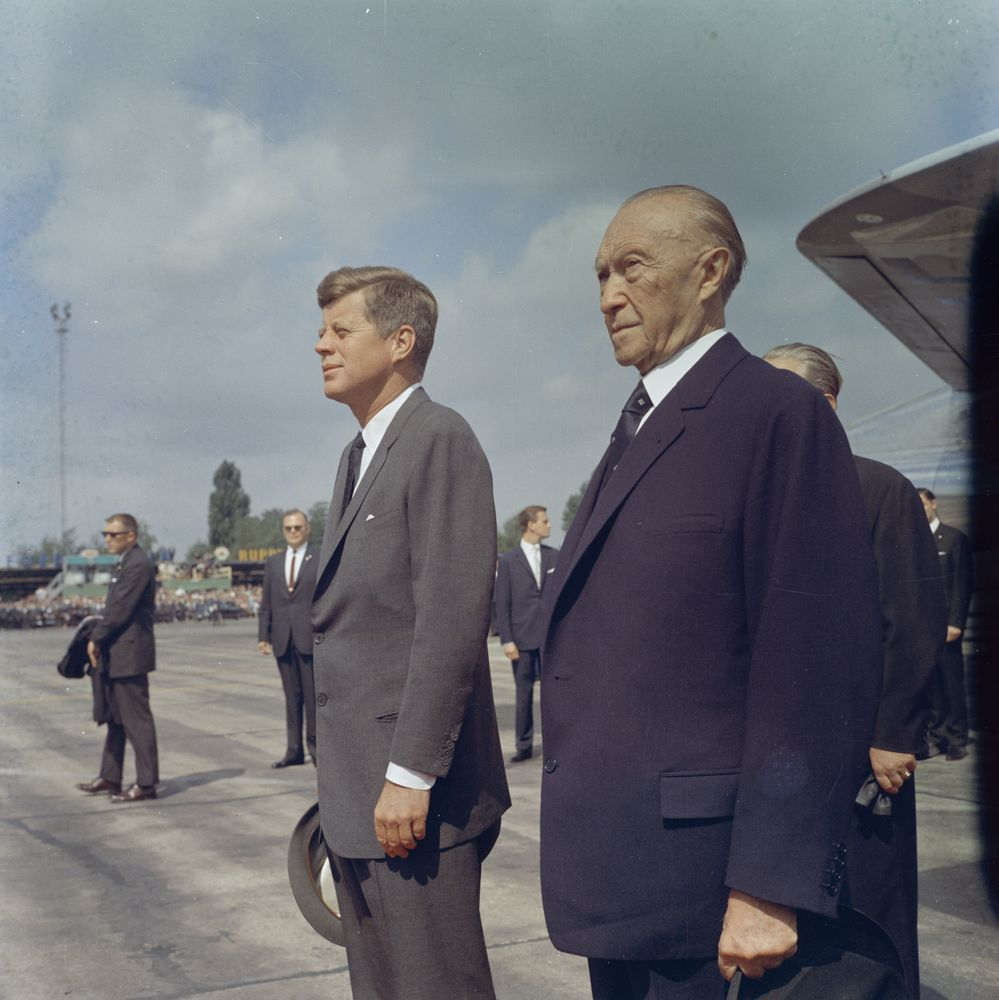
본에 도착한 존 F. 케네디 미국 대통령과 함께 (1963년)

하지만 같은 시기의 비판들은 독일의 분할을 굳히고, 재통일을 바치고, 서방으로 들어가는 신속한 통합을 위하여 폴란드와 소련에게 잃은 영토들의 회복으로 아데나워를 고발하였다. 냉전이 있던 동안 그는 서독의 재무장과 동독에서 비슷한 개발로 응답으로서 의무 징병을 주창하였다. 1952년 스탈린 노트는 중유럽으로부터 초강대국 해방 상태를 실행하는 데 2개의 독일은 단 하나의 중립적 비무장 독일로 통일하는 데 제공하였다. 하나의 취사 선택은 그 제공의 순수함에 관한 서방 연합국의 혐의를 나누고 그들의 신중한 답변들에 연합국을 성원했다는 것을 주장하고, 다른이는 중립을 제안했기 때문에 그가 그렇게 하였고, 재무장 금지가 후에 폴란드로 분리된 영토들을 병합하는 그의 계획들을 망쳤다고 주장한다. 특히 국수주의자들의 편에 아데나워의 비판들은 일찍이 독일의 재통일을 위한 기회를 놓친 것으로 그를 비난하였다. 아데나워의 방어자들은 냉전, 재통일의 현실들과 잃은 영토들의 회복이 현실적인 목표들이 아니었다는 것을 지속적으로 주장하였다. 이오시프 스탈린의 양노트들은 존재하는 독일의 "포츠담" 경계의 유지를 지정하였다.
다른이들은 그의 국민들을 향하여 어느 정도 불신한 자의 개인적 견해들을 둘러싼 서독의 사회와 정치적 전체 구성을 기반으로 추구한 정치와 문화적으로 보수적으로서 그의 시대를 비판한다.
1960년대 후반의 서독 학생 운동은 아데나워가 구체화한 보수주의에 대항하는 본질적인 항의였다. 비판의 또다른 점은 아데나워의 프랑스와 화해로 헌신이 공산주의 폴란드를 향하는 어떤 무관심에 완전히 대조적이었다는 것이었다. 당시 다른 주요 서독의 정당들처럼 기독교 민주연합은 소련과 폴란드에 의하여 주어진 독일의 이전 영토들의 벼합을 승인하는 데 거부하였고, 유럽에서 서독의 지위를 강화한 후 이 영토들을 다시 얻는 것에 관하여 공공연하게 이야기하였다.
돌이켜 보면 그의 총리직의 주요 긍정적 평가들은 2003년 텔레비전 투표에서 그를 "사상 거대한 독일인"으로 투표한 독일 대중 뿐만 아니라 서방식 민주주의와 유럽의 통합으로 그의 비헌법적 헌신을 칭송하는 어떤 오늘날의 좌익 지식인들과 마저 우세한다.

### 총리로서 추가적 활동들
- 1951년 9월 하원에 홀로코스트를 위하여 유대인들의 대표로서 이스라엘을 보상하는 데 독일 정부의 임무를 승인한 역사적 연설을 만들었다. 이 일은 독일이 이스라엘에 지불할 배상금을 개요한 1953년 이스라엘과 독일 사이에 조약을 찬성하였다.

- 전쟁이 끝난지 10년 후 1955년 마지막 독일군 전쟁 포로의 석방을 확보하였다.

- 소련과 다른 동구권 국가들과 외교 관계를 열었으나 동독을 승인하는 데 거부하였다. 그럼에 불구하고, 소련과 그의 관계는 동구권 공산정권의 붕괴와 독일의 재통일과 함께 냉전의 종말로 공헌한 빌리 브란트와 다른이들에 의하여 속행된 동방과의 재접근 정책을 위한 재단으로 지냈다.

- 1957년 미국과 함께 서독의 무기 소유에 핵무기 운반 가능을 준 동의서에 도달하였다. 더욱 나가 아데나워는 그 소유의 핵무장을 산출할 수 있는 독일의 목표와 함께 다른 국가들과 핵무기 협력을 속행하였다.

- 1957년 서독과 자를란트의 재통합을 감시하였다.

- 1959년 대통령직을 위하여 잠시 숙고하였지만 대신 총리로서 자신의 정세를 방해하는 데 충분히 약했던 것으로 믿은 하인리히 뤼프케를 후보로 선택하였다.

서독의 지도자로서 자신의 전체 노력들로 아데나워는 1953년 타임 올해의 인물로 선정되었다. 1954년 그는 유럽의 아이디어와 평화로 공헌한 자들에게 주어디는 아헨에 의한 상 카롤루스 대제상을 받았다.
직무에서 자신의 마지막 세월에 아데나워는 전까지만해도 점심 식사 후에 낮잠을 잤고, 그가 멀리 여행을 떠나고, 참석할 공개 행사가 있었을 때 그는 어쩌단 자신이 나오기 전에 잠시 쉴 수 있도록 연설해야 할 곳에 가까운 방에 침대를 의문하였다.
아데나워는 이탈리아의 보치 게임에 휴식과 큰 즐거움을 찾았고, 게임을 하는 자신의 정치 이후의 경력의 거대한 시간을 보냈다. 그의 게임들의 비디오 피트 길이는 독일 문화 도큐멘터리와 아데나워에 관한 역사채널 특별회로부터 다양한 단편들에 볼 수 있다.
91세의 나이에 그의 사후 1967년 독일인들이 아데나워에 관하여 가장 감탄한 것에 의문되었을 때 다수는 "10,000명의 복귀"로 알려지게 된 그가 소련으로부터 마지막 독일군 포로들을 데려온 것을 응답하였다.

### 암살 시도
1952년 3월 27일 아데나워 총리에게 보내진 소포가 뮌헨 경찰 본부에서 폭발하여 한명의 경찰관을 살해하였다. 우편에 의하여 이 소포를 보내는 데 지불된 두명의 소년들이 경찰의 관심에 그것을 가져왔다. 조사들은 헤루트당과 전 이르군 조직과 가까이 관련된 사람들에게 이끌었다. 독일 정부는 모든 증거를 봉인 아래 지켰다. 프랑스와 독일의 조사원들에 의하여 증명된 5명의 이스라엘인 용의자들은 이스라엘로 귀국하는 데 허용되었다.
이후에 암살 시도 배후의 주인으로 지적된 참가자들의 한명 엘리제르 수디트는 훗날의 이스라엘 총리 메나헴 베긴이었다. 베긴은 이르군의 전 사령관을 지냈고, 당시 헤루트의 우두머리를 맡아 크네세트의 의원이었다.
그것이 두 국가 사이에 관계를 부담시키면서 이스라엘의 다비드 벤구리온 총리는 바람을 피우고 더욱 멀리 그것을 추구하지 않은 것으로 아데나워 총리에 감사하였다.
2006년 6월 더 가디언에 의하여 인용된 독일의 지도적인 신문 중의 하나인 프랑크푸르터 알게마이네 차이퉁에 이 이야기의 약간 다른 판이 나왔다. 베긴은 공모자들이 돈이 바닥나면서 자신의 황금 손목시계를 파는 데 제공하였다. 폭탄은 백과사전에 숨겨졌고, 한명의 폭탄 처리 전문가를 살해하고 다른 두명에 부상을 입혔다. 개인적 희생자들에게 돈이 가야 할 것을 열정적으로 느낀 것에 반하여 아데나워는 이스라엘 정부에게 홀로코스트의 배상금을 보내고 있었기 때문에 목표물이 되었다. 이야기의 근원 수디트는 "의지는 아데나워를 습격하는 것이 아니었으나 국제 언론을 깨우기 위해서였다. 소포가 아데나워에 도달할 기회가 없던 것이 우리 전체에게 명확하였다."고 설명하였다. 5명의 공모자들은 파리에서 프랑스 경찰에 의하여 체포되었다. 그들은 "4년 일찍이 해산된 이르군의 전직 일원들"이었다.

### 정치 스캔들
1962년 내각 아래 경찰이 5명의 슈피겔 저널리스트들을 체포하는 명령을 내려 명확하게 서독의 군대에서 주장된 약점을 상세히 설명하는 메모를 발행한 그들을 반역죄로 기소했을 때 스캔들이 일어났다. 자유민주당에 속했던 내각 장관들이 그해 11월 자신들의 직위를 떠났고, 남은 기독교 민주연합 장관들에 이어 자신이 바이에른 기독교사회연합 의장인 국방부 장관 프란츠 요제프 슈트라우스가 면직되었다. 아데나워는 거의 또다른 1년 동안 직무에 남아있을 수 있었으나 결국적으로 강제로 사임하여 루트비히 에르하르트에 의하여 계승되었다. 그는 1966년까지 기독교 민주연합의 의장으로 남아있었다.

### 대한민국과 관계
1957년 6월 5일 주미 한국 대사 양유찬이 친선사절로서 서독을 방문하여 아데나워와 회담하고 조만간 국교를 수립하기로 합의하였다.
1961년 2월 초에 아데나워 총리는 전규홍 서독 주재 대사와의 회견을 통하여 "서독 정부는 한국의 경제발전을 위해 적극적으로 도와줄 용의가 있음"을 표명하여 왔다. 앞서 제의되어온 서독의 민간차관에 있어서도 우선 10만 킬로 화력발전소 건설을 위해 5명의 기술자를 제1진으로 한국에 파견키로 합의를 보았다. 대사직 이임 예정이던 전규홍 대사는 그해 6월 29일 콘라트 아데나워 서독 총리를 방문하였다.

## 사망

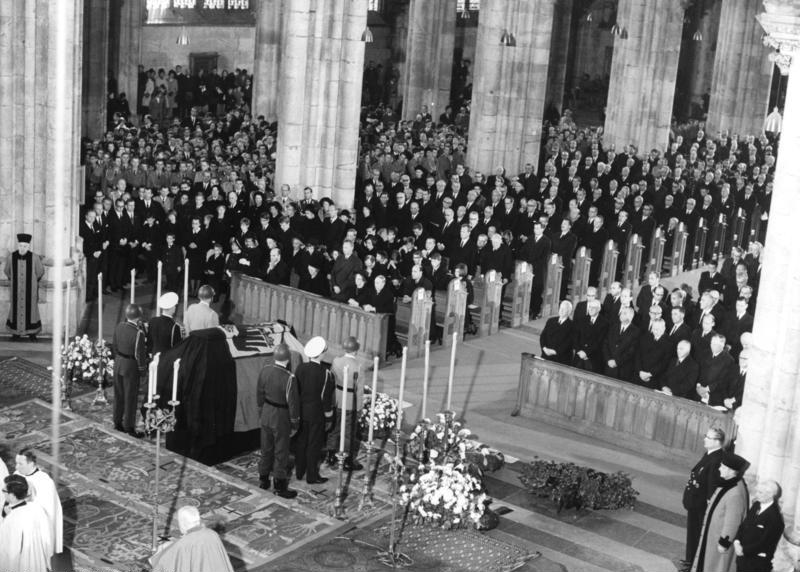
쾰른 대성당에서 거행된 아데나워의 장례식

1967년 4월 19일 아데나워는 뢴도르프에 있는 자신의 저택에서 91세의 나이로 사망하였다. 그의 딸에 의하면 그의 마지막 말은 "Da jitt et nix zo kriesche!" (울 일이 없다!)였다고 한다.
쾰른 대성당에서 열린 그의 국장은 다수의 세계 지도자들에 의하여 참석되었으며 그들 중에 유럽의 국가로 자신의 단 하나의 방문에 있던 린든 B. 존슨 미국 대통령이 있었다. 장례식이 끝난 후, 그의 유해는 독일 해군의 재규어 클래스의 빠른 공격선 콘도르 호에 타고 뢴도르프로 다시 모셔왔다. 그는 발트프리트호프에 안치되었다.

## 유럽을 위한 전망
아데나워는 더욱 합쳐진 유럽으로 완전히 헌실되었을 뿐만 아니라 유럽 합중국의 개념을 예민하게 지지하였다. 그는 유럽의 국가들이 역사들을 가지고 있는 것을 빋었으나 "프랑스와 독일 사이의 연합이 심각하게 병이 든 유럽에게 새로운 생활과 정력"을 줄 양국의 연합을 지지하였다. 그는 유럽의 국가들이 "초국가적 구조로 주권을 옮기는 목적에 자발적으로 그리고 강제적이 아닌 그들의 주권의 일부를 포기하는" 데 준비되었던 것을 믿었다.
1966년 그는 다음과 같이 썼다.

나의 취사 선택에 유럽의 국가들은 미래가 아닌 과거를 가졌다.  이것은 사회적은 물론 정치와 경제적 구체에 적용하였다.  난 쉬망 선언과 유럽 방위 공동체를 유럽의 정치적 통일로 예비 단계들로 여긴다 ... 유럽 의회의 창조, 유럽 석탄 철강 공동체의 창립과 유럽 방위 공동체의 설립은 유럽의 강화 조약을 섬기는 목적이었다.  특히 초국가적 조직들은 유럽 내부에 전쟁들이 불가능해질 주권의 포기를 통하여 계약 권한들을 가져오는 목적이었다. 많은 주의와 신중함으로 유럽을 위한 정치 헌법은 이미 해결되고 있었다.  연방공화국은 이 업무에 연루되었다.  그동안 그것은 다수의 유럽의 기구들의 수가 되었다.  독일은 발생하려고 하는 유럽인들의 공동체에서 믿음직한 동반자가 되어야 했다.

그는 국수주의가 이전에 독일을 잘못된 방향으로 지도했던 것을 믿었기 때문에 그것을 싫어하였다. 다음과 같이 그는 히틀러에 관하여 썼다. "많은 10년간 세월들 동안 독일의 국민들은 국가로, 권력으로, 개인과 국가 사이의 관계로 잘못된 태도로부터 고통을 겪었다. 그들은 국가의 우상을 만들어 그것을 재단에 세웠으며 개인의 가치와 존엄은 이 우상에 바쳐졌다."

## 유산

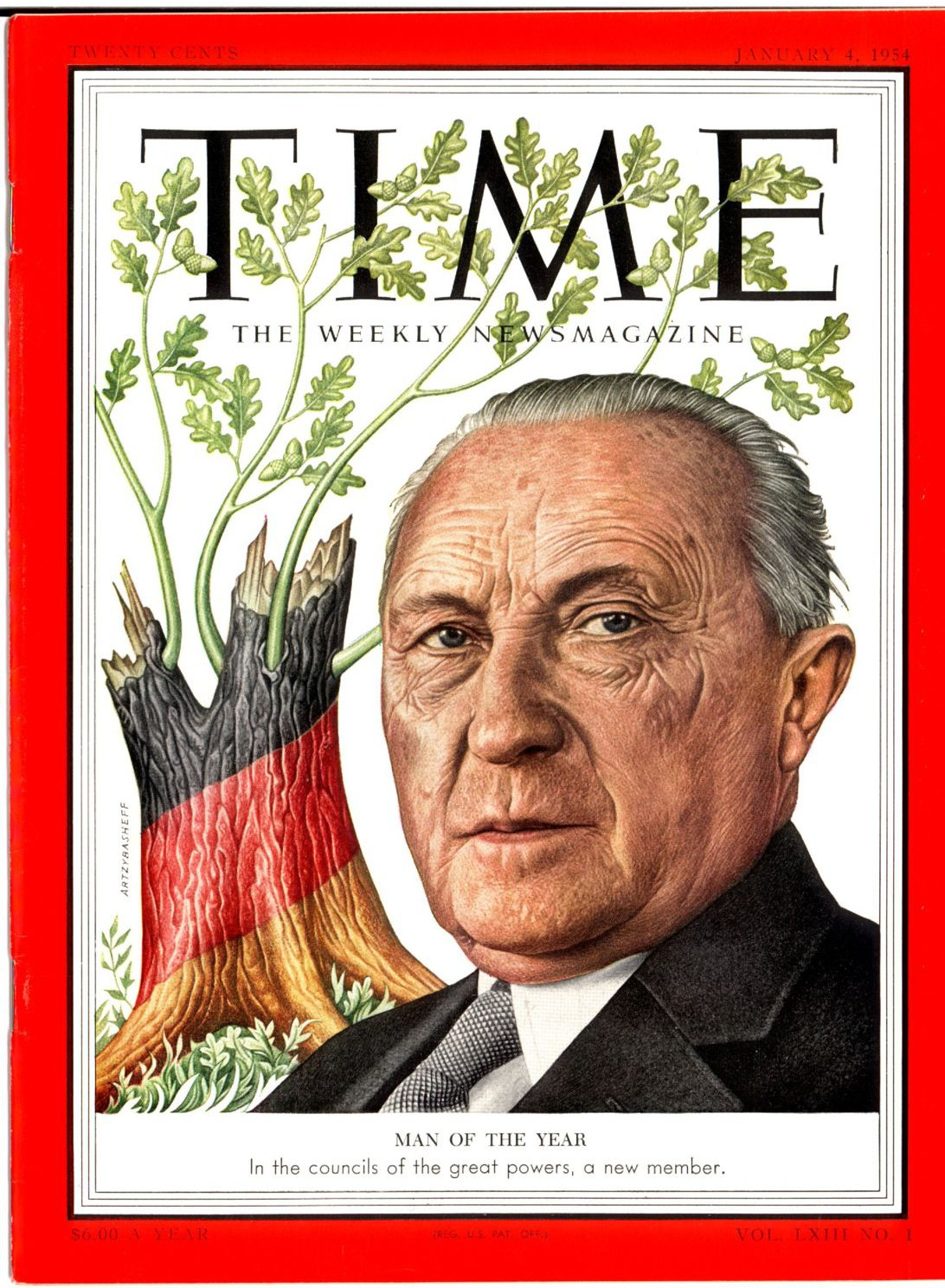
타임 잡지의 표지에 나온 아데나워의 모습

콘라트 아데나워는 "현대의 가장 타고난 재능이 있는 정치인들 중의 하나"로서 묘사되어 왔다. 국가로 이끌어진 과정에 독일을 세운 것에 그가 "거대한 성취"를 이룬 것으로 말해져 왔다. 그는 독일을 섬기는 데 연장자 총리였으며 87세의 나이에 떠났다.
아데나워는 전체의 인생에 실행적 가톨릭 신자였다. 그는 기독교 사회 윤리들이 보건 사회의 근거였다는 것을 믿었다. 그는 가치들이 가르쳐진 학교인 사회에서 기초 일단으로서 가족의 강한 방어자였다. 그는 그 적이 아닌 방어자로서 세계의 국가들 중에 독일을 부흥시키는 데 세웠다. 그는 많은이들이 2개의 전쟁 뒤로 원동기로서 비난한 국가를 위한 도덕적 체면을 얻는 데 많은 일을 하였다. 1953년 그를 "올해의 인물"로 선정한 타임 잡지는 이렇게 썼다.

콘라트 아데나워는 훈족의 미워했던 대지를 이미 지도하였고, 나치를 도덕적 체면으로 도로 넣어 자신에게 서방 권력의 가장 높은 의회들에서 의석을 얻었다.

아데나워는 가장 최근의 유명한 기념 주화들의 하나에 포함되었으며, 유럽의 통일의 3명의 개척자들로 벨기에의 기념 주화에 나왔다. 앞면은 로베르 쉬망, 폴앙리 스파크와 콘라트 아데나워 이름들과 초상화를 보인다.
베를린에는 콘라트 아데나워 재단 본부가 있다. 기독교 민주연합과 교제된 이 재단은 독일에서 가장 큰 정치적으로 제휴된 연구소이다. 1956년에 창설되어 1964년 그의 영예에 다시 이름이 붙었다.

## 참고 문헌
- 이원수, 콘라트 아데나워 전기
- 손선홍 (2005년 7월 25일). 《분단과 통일의 독일 현대사》. 서울: 소나무. ISBN 978-89-7139-545-5.
- 마틴 키친 (2001년 11월 30일). 《사진과 그림으로 보는 케임브리지 독일사》. 서울: 시공사. ISBN 978-89-527-1647-7.
- "Konrad Adenauer" in Encyclopedia Britannica (Macropedia) © 1989
- Tammann, Gustav A. and Engelbert Hommel. (1999). Die Orden und Ehrenzeichen Konrad Adenauers,